# 白奉进
白奉进（9世纪—937年8月12日），字德升，云州清塞军人，五代十国时期将领，先后效力于晋国、后唐、后晋。

## 家世
白奉進的父親叫做白达子。白家世居北方荒野之地，以游猎为生。白奉进年轻时善骑射。

## 仕途
唐朝末年，李克用被任为河东节度使时，白奉进去军门谒见请求效力，被李克用纳于麾下。后来李克用之子和继承人李存勖与后梁作战，攻破后梁夹寨。期间白奉进挺身而出，不避敌军锋芒。李存勖目睹之后认为他是壮士。后来白奉进随李存勖在山东河上作战，因战功升迁为龙武指挥使。李存勖建立后唐后，同光年间，皇子魏王李继岌讨伐前蜀，将白奉进提拔为亲军指挥使。后唐明宗天成、长兴年间，白奉进统领上军，被加封检校右散骑常侍。后唐闵帝应顺年间，白奉进转捧圣右厢都指挥使、检校刑部尚书，被赐予忠顺保义功臣，遥领封州刺史。后唐末帝清泰年间，白奉进又被加封检校右仆射、唐州刺史。白奉进治郡一年多，很有政绩。
后晋高祖即位，征召白奉进入朝，越级加检校司徒，充护圣左厢都指挥使，遥领歙州刺史。白奉进有一女儿，嫁给了皇子石重信，所以高祖尤其倚重喜爱他。天福二年（937年），改护圣左右厢都指挥使。五月，遥领昭信军节度使（治所虔州在南唐治下），充侍卫马军都指挥使。六月，魏博节度使范延光据守军部邺城发动叛乱，高祖下诏，派遣白奉进率领侍卫和三千骑兵北上，驻扎于滑台开元寺，并率领一千五百骑兵部队赴白马渡巡检、驻军。白奉进上奏称捉到叛卒张柔，指出范延光派澶州刺史冯晖担任一行都部署，元从都押衙孙锐担任一行兵马都监。高祖看后对侍臣说：“朕虽寡德寡谋，自谓不在范延光之下，而冯晖、孙锐过于儿戏，早晚就擒，怎能抗拒大军为我之患！”
天福二年七月的一天晚上，有士兵在夜间劫掠居民。有五人被白奉进抓住，其中三个是白奉进军的，另外两个是义成军节度使符彦饶麾下的士兵。不久，白奉进下令将五人全部处斩。符彦饶因为他没有事先告诉自己而发怒，对他非常怀恨。第二天，白奉进的手下劝白奉进当面谢罪，白奉进同意了，带领几个随从在牙城等候符彦饶，进城后讲述自己的过失。符彦饶说：“军中法令，各部有各部的职责，怎能将滑州兵士一律处斩，这已经没有主客之道义！”白奉进说：“士兵违抗军法，怎能有彼我之分。现在我来陈述我自己的过失，您的愤怒却未能平息，难道是与范延光一同谋反？！”于是拂衣而起。符彦饶不留他。但符彦饶帐下的武士却喧闹起来，擒住并杀死了白奉进，符彦饶也没有阻止部下。白奉进的随从逃出并大呼，众将士喧哗起来，奉国都指挥使步军都校马万感到惊慌失措，想率领步兵一同造反，正好遇到右厢都指挥使次校卢顺密率部出营。卢顺密厉声对马万说：“符公擅自杀死白公，一定与魏城通谋。这里离行宫才二百里，我们众将士的家属都在京城大梁，为什么不思报国，却要协助叛乱，自求灭族！现在应当一起擒住符公，押送送给天子，好立下大功。各将士从命的话就奖赏，违命的话就诛杀，不要再有疑虑！”然后杀掉了马万手下还在大呼谋反的几个人，稳住了军心。马万只能听从卢顺密的安排，与奉国都虞候方太等一起攻打滑州牙城，抓住符彦饶。马万上奏称符彦饶响应范延光的叛乱，杀死了白奉进，并命令方太的部队把他押送到大梁，之后符彦饶被处死。
高祖因白奉进在仓卒之间被害，叹惜很久，下诏追赠太傅一衔。天福四年（939年）十月，又追赠太尉。

## 延伸阅读
[在维基数据编辑]
 《舊五代史·卷95》，出自薛居正《舊五代史》